# Eucomis regia
Eucomis regia är en sparrisväxtart som först beskrevs av Carl von Linné, och fick sitt nu gällande namn av William Aiton. Eucomis regia ingår i släktet tofsliljor, och familjen sparrisväxter. Inga underarter finns listade i Catalogue of Life.